# Molens in Winschoten
Molens in Winschoten In het begin van de 18e eeuw stonden er in de Nederlandse gemeente Winschoten 13 molens. In de loop van de jaren is door diverse oorzaken zoals industrialisatie en woningbouw dat aantal drastisch minder geworden. Winschoten is nu nog in het trotse bezit van drie monumentale molens, te weten de molens Berg, Dijkstra en Edens. Deze molens zijn gemeente-eigendom en worden beheerd door vrijwillige molenaars. Alle drie de molens staan in het centrum. 

## Geschiedenis Molen Edens

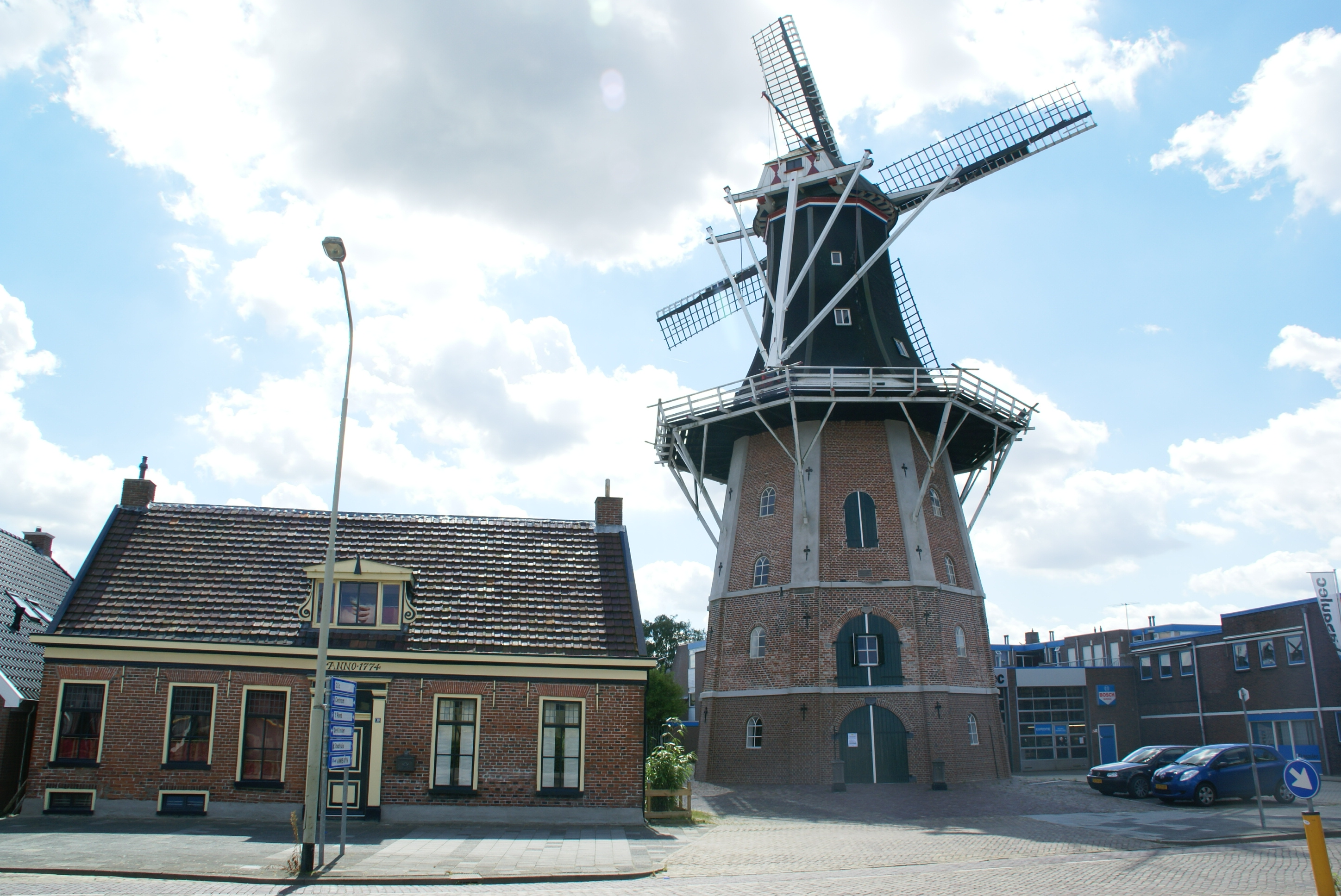
Molen Edens

Molen Edens, gelegen aan de Nassaustraat 14 in Winschoten, is niet zoals eerder op grond van de oudste gevelsteen werd aangenomen, in 1763 gebouwd in opdracht van het echtpaar Jurrin Balles en Anje Garbrands, maar moet zijn opgericht door de vermogende Douwe Hessels zijn tussen 1704 en 1717. De molen wordt voor het eerste vermeld in een akte van 3 maart 1718 wanneer Hessels' weduwe Grietje Henrichs een leerbereidingsmolen alsmede een pelmolen met alle toebehoren verkoopt aan Joest Thobias uit Niehoven die er 3720 Carolusgulden voor betaalde. Stiefzoon Jurrin Balles werd voor 3000 gulden de volgende eigenaar in augustus 1738, twee maanden voor de dood van Joest. In 1761 werd aan Jurrin toestemming verleend om de pelmolen te verplaatsen binnen zijn eigen terrein, in oostelijke richting. De daadwerkelijke verplaatsing vond plaats in 1762.
Latere bezitters waren de molenaars Jan Joesten, G. Eikema en vanaf 1855 tot 1960 verscheidene generaties van de familie Edens. In 1960 werd de gemeente Winschoten eigenaar. Met het bouwjaar 1763 is dit de oudste windmolen in de provincie Groningen. Een in 1880 aangebouwd meelfabriekje met een stoommachine is omstreeks 1976 afgebroken, evenals een graanpakhuis naast de molen.  De korenmolen (een zogenaamde achtkante bovenkruier met stelling) is in 1985 ingrijpend gerestaureerd. Vanwege de rond de molen ingestelde molenbeschermingszone die de vrije windvang van de molen moet beschermen, heeft de gemeente Winschoten, de molen in 2006 drie meter verhoogd. Dit gebeurde omdat een appartementencomplex in de nabijheid van de molen een gedeelte van de wind uit de wieken nam. Naast de oudste nog bestaande molen van de provincie Groningen is deze molen nu ook nog de hoogste van de drie molens van Winschoten geworden.

## Dijkstra

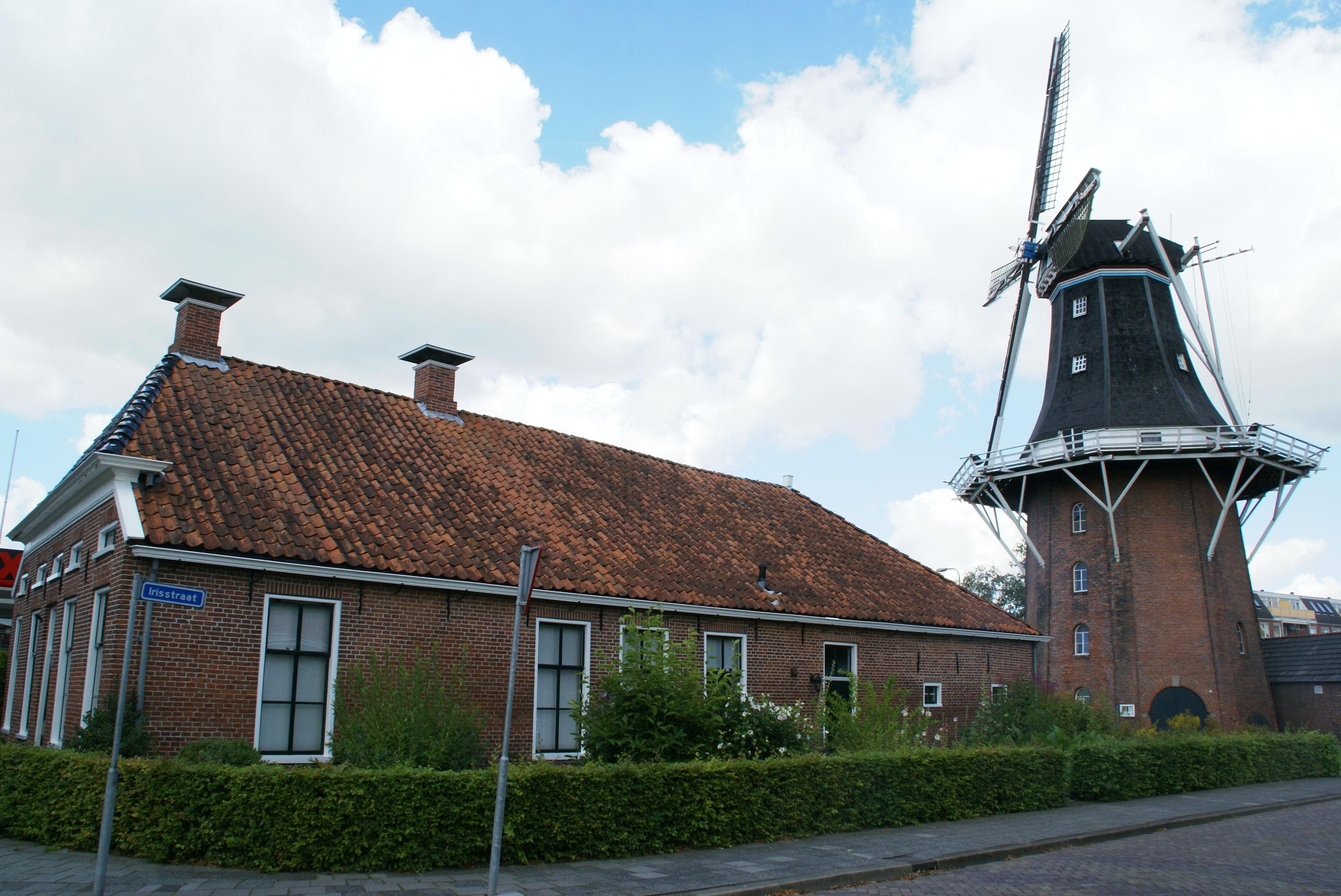
Molen Dijkstra

Molen Dijkstra die in 1862 voor  D.E. Dijkstra werd gebouwd in de Nassaustraat 63, was de grootste en hoogste molen van Winschoten voordat de korenmolen Edens even verderop aan de Nassaustraat 14  voor de tweede maal in 2006 verhoogd werd en daarmee de hoogste werd. De molen bleef tot 1953 eigendom van de familie Dijkstra en werd toen door de kleinzoon van Dijkstra aan de gemeente Winschoten, verkocht. De molen is in 1982/1983 ingrijpend gerestaureerd. Daarnaast zijn er nog restauratiewerkzaamheden in 1995 en 1996 uitgevoerd. De molen heeft een prachtige inrichting met  vier koppels maalstenen en twee pelstenen. Daarnaast is de rest van de pellerij in zijn geheel bewaard gebleven. De molen is hiermee waarschijnlijk de meest steenrijke molen van Nederland. Vrijwilligers runnen tegenwoordig de molen. De molen is ook een achtkante bovenkruier met stelling.

## Berg

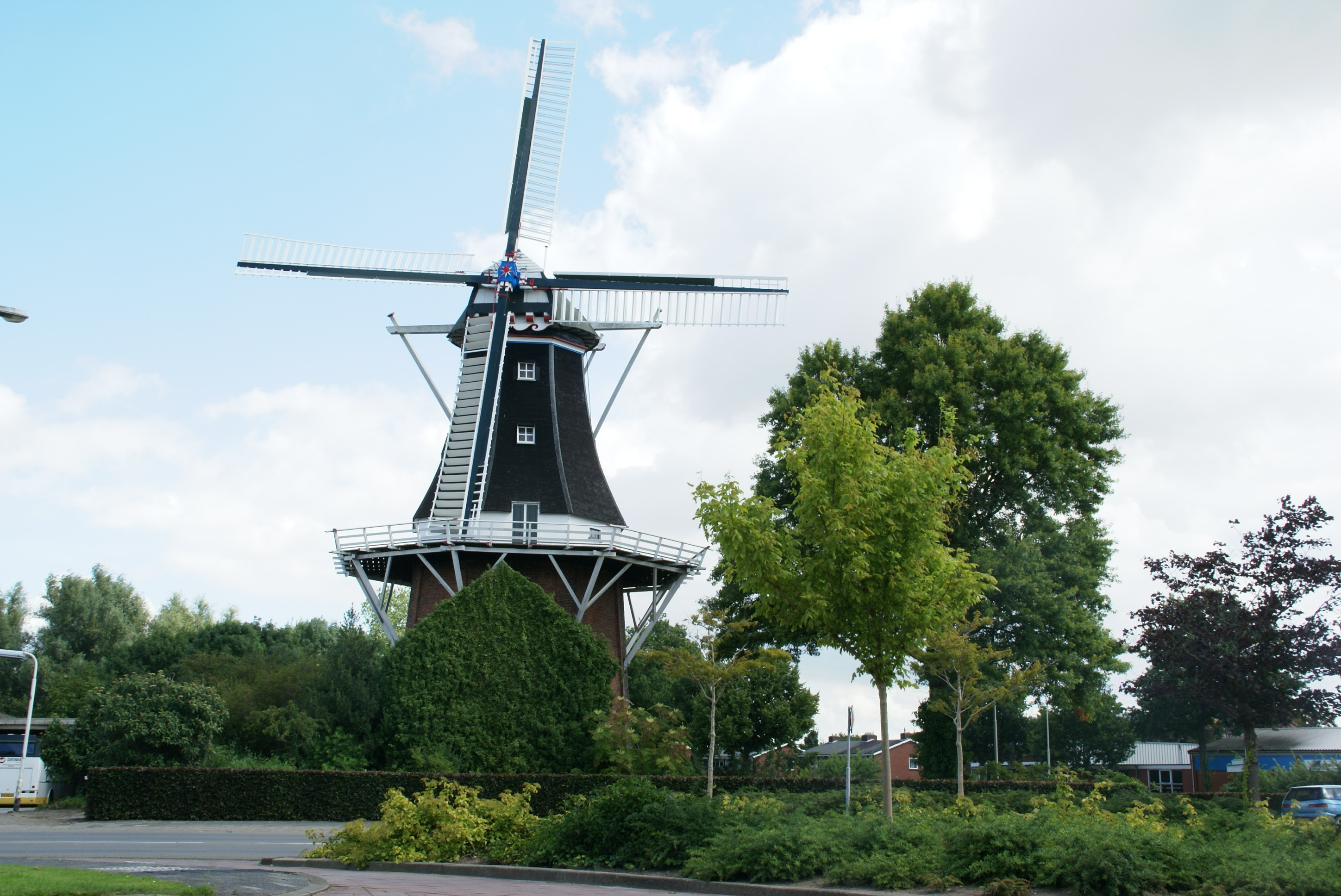
Molen Berg

Molen Berg aan de Grintweg 61 is de meest westelijke molen in Winschoten en in 1854 gebouwd in opdracht van de heer J.D. Buurma, die tot die tijd een standerdmolen in het centrum van Winschoten tussen de Langestraat en de Venne had.  Later kwam de molen in het bezit van de molenaar J. Berg. Diens zoon de heer W. Berg verkocht de molen in 1956 aan de gemeente Winschoten. In de loop der jaren werden verschillende gebouwen aan de molen gebouwd, die later niet meer nodig waren en daarom werden gesloopt. De huidige aanbouw is tijdens een verbouwing in de jaren 60 gedeeltelijk ingestort en toentertijd provisorisch hersteld. De molen heeft in 2000 een omvangrijke restauratie ondergaan en is sindsdien weer bedrijfsvaardig en wordt regelmatig door een vrijwillig molenaar in bedrijf gesteld.  Dit is de derde achtkante bovenkruier met stelling in Winschoten die nog steeds is voorzien van het zelfzwichtingssysteem op het wiekenkruis.

## Trivia
- Vanwege de drie molens wordt Winschoten ook wel de Molenstad genoemd.